# Chrozophora gangetica
Chrozophora gangetica là một loài thực vật có hoa trong họ Đại kích. Loài này được Gand. mô tả khoa học đầu tiên năm 1919 publ. 1920.